# Изабела II Йерусалимска
Изабела II Йерусалимска, наричана също Йоланда Йерусалимска и Йоланда дьо Бриен (на френски: Isabelle II de Jérusalem, Yolande de Brienne; * 1212, Акра; † 25 април 1228, Андрия, Апулия) е принцеса от френски произход и кралица на Йерусалим от 1225 до 1228 г., втора съпруга на римско-немския император Фридрих II Хоенщауфен.

## Произход
Тя е единственото дете и наследничка на Жан дьо Бриен и кралица Мария Монфератска, дъщеря на кралица Изабела I и Конрад Монфератски. Майка ѝ умира през пролетта на 1212 г. и Изабела я последва на трона на Йерусалим под регентството на баща си до 1225 г.

## Брак с Фридрих II
През 1223 г. във Ферентино се провежда среща между Жан дьо Бриен, папа Хонорий III и Фридрих II, на която Фридрих II се съгласява да тръгне на кръстоносен поход, но само при условие, че стане законен крал на Йерусалим, а това е възможно само ако се ожени за младата Изабела (той вече е вдовец). Това отговаря на плановете на папата, който се надява така да ангажира здраво императорското семейство с Шестия кръстоносен поход. Годежът е потвърден, но императорът все отлага отпътуването си до август 1225 г., когато двамата сключват брак задочно в Акра. Само няколко дни по-късно Изабела II е коронясана като кралица на Йерусалим.
Фридрих изпраща двадесет кораба да доведат Изабела в Италия и официалното бракосъчетание се провежда в катедралата в Бриндизи на 9 ноември 1225 г. По време на церемонията Фридрих се обявява за крал на Йерусалим и веднага прави необходимото да лиши тъста си Жан дьо Бриен от текущите му права на регент. Съвременните хроники описват пищната сватбена церемония в крепостта Ория (Castle of Oria) и възмутената реакция на бащата на булката спрямо лишаването му от кралска власт.
Изабела ражда на Фридрих II две деца – дъщеря (*/† 1226) и син Конрад IV (* 1228, † 1254)

## Смърт
Изабела умира през края на април 1228 г., осем дена след раждането на сина си Конрад IV, който наследява претенцията за трона на Йерусалим. Фридрих II през 1229 г. се коронова сам в църквата на Божи гроб за крал на Йерусалим.
Изабела е погребана в катедралата на Андрия. Тя оставя на немската нация наследствената титла „крал на Йерусалим“, която носят всички римско-немски императори до прекратяването на Свещената Римска империя.